# William S. Harney
William Selby Harney (Contea di Davidson, 22 agosto 1800 – Orlando, 9 maggio 1889) è stato un generale statunitense.

## Biografia
Nato nel 1800, si arruolò diciottenne nell'esercito degli Stati Uniti, distinguendosi subito durante le guerre seminole. Durante gli anni successivi fece carriera nell'esercito e salì più volte di grado (capitano nel 1825, maggiore nel 1833 e tenente colonnello nel 1835), probabilmente per i suoi agganci politici nel Partito Democratico. Era famoso per la sua condotta spietata, feroce e violenta, sia contro i nemici che contro i subordinati, tanto che nel 1835 venne incriminato per l'omicidio immotivato di una schiava (venendo poi assolto in un processo farsa).
Si distinse nuovamente durante la guerra messico-statunitense, entrando però in contrasto col generale Winfield Scott, che lo rimosse dal comando. Harney si appellò tuttavia direttamente al presidente degli Stati Uniti James Polk, che lo rimise al proprio posto. In seguito, alla battaglia di Chapultepec, si distinse per la propria brutalità, ordinando l'impiccagione di tutti i prigionieri irlandesi del battaglione di San Patrizio.
Dopo la guerra venne assegnato nel West, dove combatté contro i Sioux e si rese responsabile del massacro di Ash Hollow. La sua crudeltà nei confronti dei nativi americani gli fece guadagnare i soprannomi di "Orso Pazzo" e "Macellaio", oltre che di "Grande Capo Che Bestemmia" per la sua volgarità. Nel 1859 si rese protagonista della cosiddetta "guerra del maiale", una disputa territoriale col Regno Unito sulle isole San Juan, di cui gli americani reclamavano la proprietà. Harney occupò militarmente le isole e cercò di trovare lo scontro con gli inglesi, costringendo il presidente James Buchanan ad inviare il suo superiore Winfield Scott a sostituirlo per evitare la guerra.
Divenne poi comandante militare di Saint Louis, venendo promosso brigadier generale nel 1858. In seguito alle tensioni crescenti negli Stati Uniti e allo scoppio della guerra di secessione la posizione di Harney si fece delicata: a differenza dei colleghi Wool e Scott, rimasti fedeli all'Unione, oppure ancora di David E. Twiggs, passato agli Stati Confederati, il generale mantenne un atteggiamento ambiguo. Era infatti sposato con la figlia di un ricco piantatore del Missouri (anche se lei l'aveva abbandonato nel 1853 fuggendo in Francia con i figli) ed era di risapute simpatie sudiste (oltre che amico personale di Jefferson Davis), anche se pareva non volersi ribellare a Washington.
Per sicurezza il nuovo presidente Abraham Lincoln lo rimosse dal comando il 29 maggio 1861, e Harney venne relegato ad attività nelle retrovie. Si ritirò due anni più tardi, venendo promosso maggior generale alla carriera nel 1865. Visse per più di altri vent'anni, morendo quasi novantenne nel 1889. Gli è dedicata la contea di Harney.